# Canal Havel
 (mars 2025).
Le canal Havel est une voie d'eau navigable d'une trentaine de kilomètres dans la région de Brandebourg en Allemagne. Son creusement commencé en mai 1951, le canal fut inauguré le 28 juin 1952. 

## Géographie
Le canal relie Hennigsdorf dans l'arrondissement de Haute-Havel à Paretz près de Ketzin/Havel dans l'arrondissement du Pays de la Havel où il rejoint la rivière Havel. Le canal contourne la ville de Falkensee et l'agglomération de Berlin par l'ouest.
La longueur du canal Havel est de 34,18 km ; sa largeur moyenne de 34,50 mètres avec une profondeur de trois mètres. Une écluse, dans la commune de Schönwalde-Glien, permet de franchir un dénivelé de deux mètres.

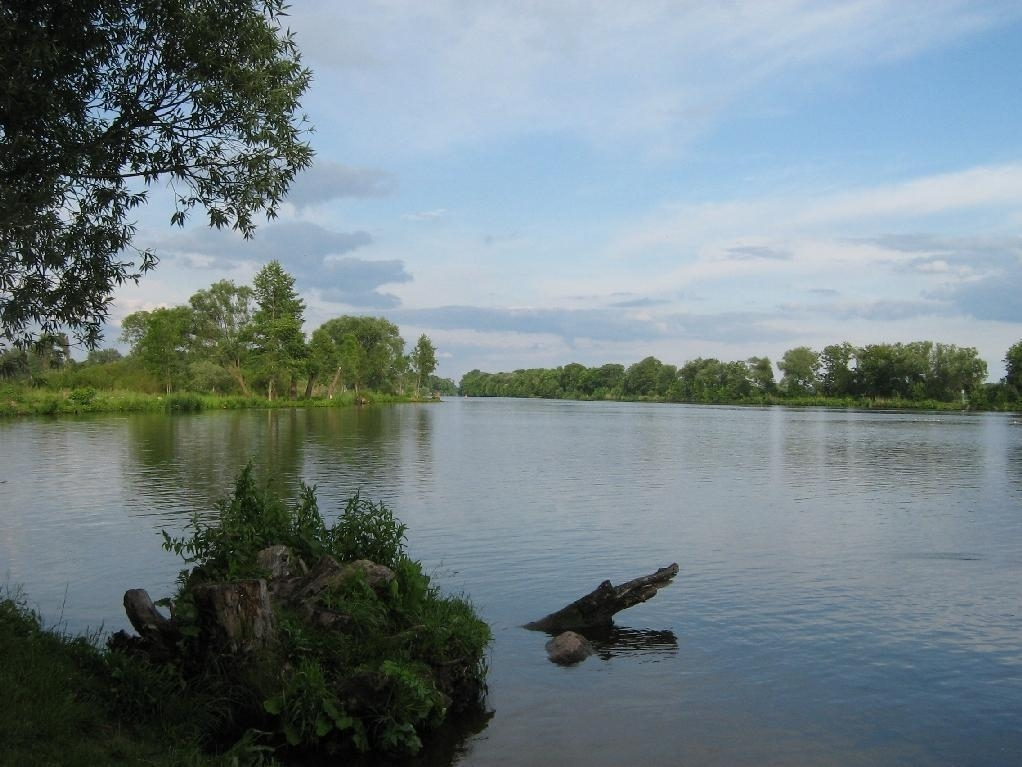
Le canal Havel débouchant dans la rivière Havel.

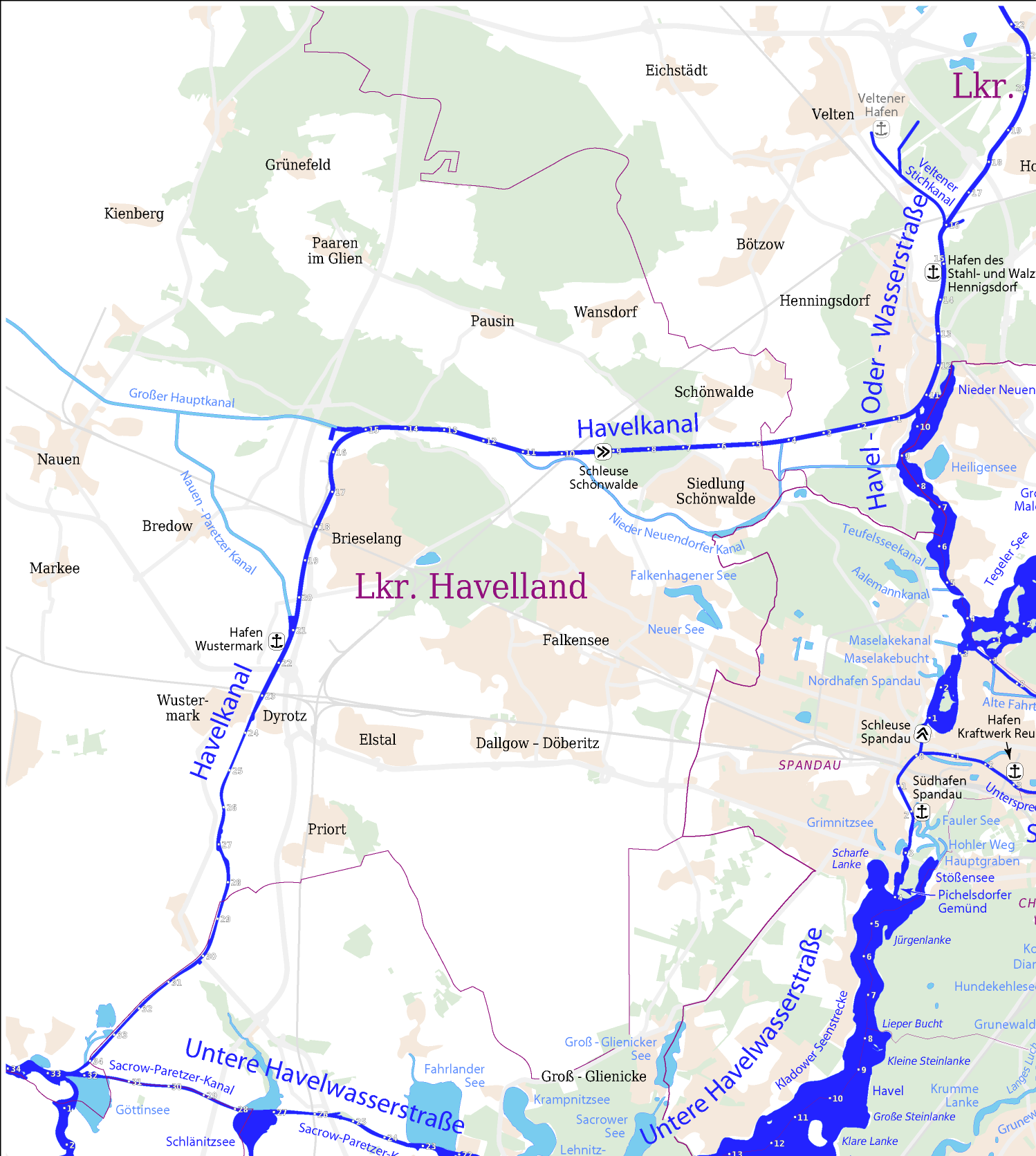
Carte du Canal Havel à l'ouest de Berlin.